# Ki mit tud?
Ki mit tud? (literalmente "¿Quién sabe qué?") fue un programa de talentos de varios géneros en la Televisión Nacional Húngara que abarcó 10 temporadas entre 1962 y 1996. Alcanzando gran popularidad en la década de 1960, Ki mit tud? ayudó a impulsar la carrera de muchos artistas que luego se convirtieron en celebridades en el país, incluidos actores como János Gálvölgyi o András Kern, cantantes como Kati Kovács, Zsuzsa Koncz o Zorán Sztevanovity, y bandas como Hungária, Metro o Pokolgép.

## Concepto
Ki mit tud? se concibió originalmente como una búsqueda de talentos en todo el país, con concursantes provenientes de la ciudad, el condado y, finalmente, las finales televisadas en vivo de todo el país. Se juzgó por separado una amplia gama de géneros que cubrían casi todos los campos de las artes escénicas: música vocal (que incluye pop, rock, ópera, folk), música instrumental (que incluye clásica, jazz, dance, pop y rock), lectura de versos, folk y danza contemporánea y "otros" géneros (incluyendo producciones circenses, espectáculos de magia, monólogos, pantomimas o títeres). El concurso de 1988 también recibió presentaciones de películas de aficionados. El jurado solía incluir una serie de rostros conocidos de la escena teatral, musical y artística del país. Los premios iban desde artículos domésticos comunes hasta un viaje al próximo Festival Mundial de la Juventud o, después de la década de 1980, viajes de lujo a países exóticos.

## Importancia
Ki mit tud? presentó una excelente oportunidad para que los artistas de todos los géneros mostraran sus talentos frente a una audiencia más amplia, similar a lo que significó Táncdalfesztivál para los músicos.
Durante las décadas de 1960 y 1970, Ki mit tud? se convirtió en el programa más visto de la Televisión Nacional. Según las estadísticas rudimentarias de la época, las finales fueron vistas por el 88% de la población. Utilizando cuartos y semifinales regionales, el concurso movilizó a un gran número de participantes. El programa de 1965 tuvo 28.642 concursantes registrados actuando en 7842 programas, vistos por una audiencia en vivo de un total de 180.000.
Las rondas de concursos en ciudades y condados establecieron una tradición nacional de concursos de talentos institucionales (por ejemplo, en toda la escuela) y regionales, con eventos similares llamados Ki mit tud? celebrada con frecuencia incluso hoy en día.

## Resumen por temporadas
| Año     | Número de episodios | Estreno               | Final                    | Final                    | Participantes notables                                                                                             | Presentador     | Presidente del Jurado | Viaje para los ganadores de categorías                             |
| ------- | ------------------- | --------------------- | ------------------------ | ------------------------ | --- | --------------- | --------------------- | ------------------------------------------------------------------ |
| 1962    | 11                  | 13 de febrero de 1962 | 24 de junio de 1962      | 24 de junio de 1962      | Béla Bakacsi, Tamás Hacki, Zsuzsa Koncz, Sándor Benkó, András Kern, Metro                                          | Győző Horváth   | Béla Szabó            | VIII Festival Mundial de la Juventud y los Estudiantes en Helsinki |
| 1962-63 | 18                  | 20 de octubre de 1962 | 7 de julio de 1963       | 7 de julio de 1963       | Zorán Sztevanovity, Gyöngyi Keveházi, Géza Molnár Szegedi, Kék Csillag, Expressz                                   | Károly Megyeri  | Béla Szabó            | Ida y vuelta al Unión Soviética                                    |
| 1965    | 13                  | 4 de abril de 1965    | 10 de junio de 1965      | 12 de junio de 1965      | Kati Kovács, Anikó Ungár, Mária Zádori, Teri Harangozó, Kolos Kováts                                               | Károly Megyeri  | László Orosz          | Ida y vuelta (Moscú, Leningrado, Helsinki, Estocolmo e Berlín)     |
| 1968    | 10                  | 25 de abril de 1968   | 23 de junio de 1968      | 29 de junio de 1968      | Trío de Tolcsvai, András Schiff, Veronika Kincses, Hungária, János Gálvölgyi, Neoton, Rangers                      | Károly Megyeri  | Tamás Major           | IX Festival Mundial de la Juventud y los Estudiantes en Sofia      |
| 1972    | 13                  | 4 de puede de 1972    | 29 de junio de 1972      | 8 de julio de 1972       | Generál, Judith Szűcs, Béla Berki, Mikrolied, Lajos Boros, Gábor Forgács, Viktória Eszményi                        | Károly Megyeri  | Tamás Major           | Ida y vuelta al Yugoslavia e Italia                                |
| 1977    | 10                  | 4 de febrero de 1977  | 4 de abril de 1977       | 4 de abril de 1977       | Color, Frigyes Pleszkán, Gúnya, Grupo de danza folklórica Vujicsis, Kis Rákfogó, Csaba Szögi, Anna Kubik           | János Horvát    | Tamás Major           | Ida y vuelta (Varsovia, Leningrado e Helsinki)                     |
| 1983    | 9                   | 20 de puede de 1983   | 24 de julio de 1983      | 24 de julio de 1983      | Mariann Falusi, Studium Dixieland Band, Tamás Ghyczy, Csaba Forrás, Szélkiáltó, Kati Farkas, Andrea Rost, Pokolgép | János Gálvölgyi | Tamás Major           | Ida y vuelta al Cuba                                               |
| 1988    | 9                   | 27 de julio de 1988   | 17 de septiembre de 1988 | 17 de septiembre de 1988 | Tamás Jónás, Los Andinos, Swetter, Ernő Fekete, Artúr Kálid                                                        | Imre Antal      | Miklós Szinetár       | Ida y vuelta al Egipto                                             |
| 1993    | 12                  | 1 de julio de 1993    | 18 de septiembre de 1993 | 18 de septiembre de 1993 | Enemy Squad, János Varga, Roland Rába                                                                              | Imre Antal      | Mihály Czine          | Ida y vuelta al Tailandia                                          |
| 1996    | 12                  | 28 de agosto de 1996  | 16 de noviembre de 1996  | 16 de noviembre de 1996  | Veronika Nádasi, Peta Lukács, Csanád Gergely Kováts, Anna Herczenik, Ödön Rácz, Mónika Lakatos, Savaria Singers    | Imre Antal      | Péter Huszti          | Ida y vuelta al México                                             |

## Lectura adicional
- István, Kollega Tarsoly. A magyar televíziózás műfajai, Vetélkedők Magyarországon a XX. szazadban III. - Kultúra, művészet, sport és szórakozás . Szekszárd : Bebés Kiadó, 1998.ISBN 9789639015708
- Hogy volt?!... - Ki mit tud?-ok (en húngaro). National Audio-visual Archive. Consultado el 12 de marzo de 2021.